# Zalesie (Cuyavia y Pomerania)
Zalesie [pronunciación en polaco: /zaˈlɛɕɛ/] es un pueblo ubicado en el distrito administrativo de Gmina Szubin, dentro del condado de Nakło, Voivodato de Cuyavia y Pomerania, en el centro-norte de Polonia. Se encuentra a unos 11 kilómetros al oeste de Szubin, a 18 kilómetros al sur de Nakło nad Notecią, y a 31 kilómetros al suroeste de Bydgoszcz.
El pueblo tiene una población de 753 habitantes.